# Nekcseváralja
Nekcseváralja (horvátul: Gradac Našički) falu Horvátországban, Eszék-Baranya megyében. Közigazgatásilag Nekcséhez tartozik.

## Fekvése
Eszéktől légvonalban 51, közúton 60 km-re nyugatra, Diakovártól légvonalban 32, közúton 44 km-re északnyugatra, községközpontjától légvonalban 7, közúton 9 km-re délnyugatra, Szlavónia középső részén, a Krndija-hegység északi részén fekszik. Településrészei: Mlin Vodenica, Našička Krndija és Stari Gradac.

## Története
Az itt talált régészeti leletek tanúsága szerint a település területe ősidők óta lakott. A tőle kelet-északkeletre levő, magas fekvésű „Sobice” nevű lelőhelyen a középkoriak mellett őskori kerámia töredékeket is találtak. A kutatás fő problémáját itt az okozta, hogy a terület nagy része magántulajdonban levő dombos és erdős területen található, és a kutatás kiterjesztése az erdőtulajdonosokkal megoldatlan jogi problémát jelentett. Bár jelentősebb mennyiségű leletet nem találtak, a hely stratégiai fekvése arra enged következtetni, hogy a mai falutól keletre már az őskorban olyan fontos őrhely volt, mely a hegyen átmenő forgalmat ellenőrizte. Ugyancsak őskori eredetű lehetett az az erődítmény, mely a nekcsei várromoktól mintegy 600 méterre keletre emelkedő magaslaton állt. Itt is előkerültek a középkori leletek mellett őskori leletek, főként cseréptöredékek és egy kőkés is.
A falu felett nyugatra emelkedő magaslaton állt Nekcse várát 1396-ban említik először oklevél „Castrum Nekchewar” alakban. Az Aba nembeli Nekcseiek építtették valószínűleg még a 14. század első felében és birtokolták egészen 1403-ig elejéig, amikor Nekcsei Sándor fia Zsigmond hűtlensége miatt Zsigmond király Szántai Laczkfi Dávid fejérmegyei ispánnak és testvérének Jakabnak adományozta. 1406-ban cserében a Bihar megyei Sólyomkő váráért ismét a király kezébe került. 1407-ben Zsigmond király Garai Miklós nádornak és testvérének, Jánosnak adományozta, később 1491-ben Corvin János, majd 1504-ben az Újlakiak kezére került. 1524-ben az Újlakiak kihaltával ismét királyi birtok lett. A vár 1541-ben került török kézre és 1687-ig török uralom alatt volt.
A vár alatti települést Nekcse várának tartozékaként Zsigmond király 1407-es oklevele említi először „Waralya” alakban. A török uralom idején 1579-ben 17 házzal szerepel a török defterben. A törökök pravoszláv szerb lakosságot telepítettek ide, mely 1683 és 1691 között a harcok elől elmenekült, 1692 után azonban visszatért. 1692-ben a szomszédos Ceremošnjakkal együtt 12 házat számláltak a településen. 1736-ban 9 háza és háztartása volt. 1755-ben Ceremošnjak és Granice falvakkal együtt 30 házat számláltak itt. A korabeli forrásokban „Gradach”, „Gradasz”, „Grallyacz” névváltozatokkal szerepel.
A török uralom előli felszabadítás után osztozott a nekcsei uradalomhoz tartozó többi falu sorsában. Előbb kamarai birtok lett, majd a nekcsei uradalommal együtt előbb Johann Ferdinand Kyb, majd Catarina Caraffa lett a birtokosa. 1708-ban a nekcsei birtokkal együtt az udvari kamara igazgatása alá került. Az uradalmat 1723-ban a császár Lamperg Ferenc Antal hercegnek adományozta, aki 1726-ban eladta az eszéki erőd parancsnokának, Oduyer Antal gróf tábornagynak. 1734-ben a nekcsei uradalommal együtt a Pejácsevich család lett a település birtokosa, akik a második világháború végéig birtokolták.
Az első katonai felmérés térképén „Gradacz” néven található. Lipszky János 1808-ban Budán kiadott repertóriumában „Gradacz” néven szerepel. Nagy Lajos 1829-ben kiadott művében „Gradacz” néven 36 házzal, 209 katolikus és 83 ortodox vallású lakossal találjuk.
A településnek 1857-ben 192, 1910-ben 344 lakosa volt. Verőce vármegye Nekcsei járásához tartozott. Az 1910-es népszámlálás adatai szerint lakosságának 93%-a szerb, 3%-a horvát anyanyelvű volt. Az első világháború után 1918-ban az új szerb-horvát-szlovén állam, majd később (1929-ben) Jugoszlávia része lett. 1991-ben lakosságának 74%-a szerb, 11%-a horvát, 9%-a jugoszláv nemzetiségű volt. 2011-ben 153 lakosa volt.

## Lakossága
| Lakosság változása | Lakosság változása | Lakosság változása | Lakosság változása | Lakosság változása | Lakosság változása | Lakosság változása | Lakosság változása | Lakosság változása | Lakosság változása | Lakosság változása | Lakosság változása | Lakosság változása | Lakosság változása | Lakosság változása | Lakosság változása |
| ------------------ | ------------------ | ------------------ | ------------------ | ------------------ | ------------------ | ------------------ | ------------------ | ------------------ | ------------------ | ------------------ | ------------------ | ------------------ | ------------------ | ------------------ | ------------------ |
| 1857               | 1869               | 1880               | 1890               | 1900               | 1910               | 1921               | 1931               | 1948               | 1953               | 1961               | 1971               | 1981               | 1991               | 2001               | 2011               |
| 192                | 199                | 202                | 256                | 262                | 344                | 285                | 329                | 231                | 277                | 230                | 215                | 192                | 179                | 162                | 153                |

## Gazdaság
A lakosság főként mezőgazdasággal, szőlőtermesztéssel, állattartással és kőbányászattal foglalkozik. Határában kőbánya működik.

## Nevezetességei
- Határában állnak Nekcse (horvátul „Bedemgrad”) várának romjai.[7] A várat valószínűleg az Aba nembeli Nekcsei Sándor építtette 1312 és 1323 között, de csak 1396-ban említik először. A középkori várból mára a támpillérekkel erősített négyszögletes kaputorony egy része maradt fenn mintegy hat emelet magasságban néhány körítőfal maradványával. A torony mintegy 60 méter átmérőjű kör alakú falon és sáncon belül helyezkedett el. Fala tört kövekből épült, néhány helyen téglával kiegészítve. Az északkeleti homlokzaton látható sarokkövek, az ablakkeretek és a szűk lőrések faragott kövekből vannak építve.
- Nekcse várától mintegy 600 méterre keletre, a Krndija-hegység 343 méteres magaslatán, a nekcsei vártól a helyi kőbányához vezető erdei úttól keletre egy másik vár is állt. A „Crni potok” nevű lelőhelyen található, három koncentrikus árokból álló maradványok tipikus magaslati várra utalnak. A belső árkon belül rétegzett kősorokból álló maradványok egykori falazat meglétére utalnak. Itt egy négyzet alakú 10,5 méteres oldalhosszúságú struktúra bontakozik ki. Az összegyűjtött leletek számos tipikus későközépkori töredéket tartalmaznak (edények szélei, okkersárga festett kerámia), rajtuk kívül néhány atipikus őskori kerámiatöredéket és egy kőkést is találtak. Az erődítmény maradványai, az őskori és középkori kerámiák töredékei, valamint a topográfiai elhelyezkedés mind alátámasztják a hely régészeti jelentőségét.

## Oktatás
A falu tanulói a nekcsei Dora Pejačević általános iskolába járnak.